# Real (manga)
Pour les articles homonymes, voir Real.
Real (リアル, Riaru) est un manga de Takehiko Inoue. Il est prépublié depuis le 28 octobre 1999 dans le magazine Young Jump de l'éditeur Shūeisha et a été compilé en seize tomes en août 2024. La version française est éditée par Kana.
En 2001, la série a gagné le prix de l'excellence lors du Japan Media Arts Festival. En novembre 2020, le tirage total a dépassé les 16 millions d'exemplaires.

## Synopsis
Tomomi Nomiya vient d'être renvoyé de son lycée. Passionné de basket-ball, il ne joue plus depuis l'accident de moto dans lequel Natsumi Yamashita, sa passagère, a perdu l'usage des jambes. Son exclusion fait le jeu de Hisanobu Takahashi, lui laissant le champ libre pour s'imposer comme leader de l'équipe de basket du lycée. En visitant Natsumi, Tomomi fait la connaissance de Kiyoharu Togawa, amputé d'une jambe à la suite d'une maladie des os et qui s'est exclu de sa propre équipe d'handi-basket, qu'il juge médiocre.
C'est alors que Hisanobu est victime d'un grave accident de la circulation, renversé par un camion en roulant sur un vélo volé. Il va alors à l'hôpital pour la rééducation, mais ne veut pas croire qu'il devra se déplacer en fauteuil roulant pendant le restant de sa vie.

## Personnages
Kiyoharu Togawa (戸川 清春, Togawa Kiyoharu)
Contraint de passer tout son temps libre après l'école à s'exercer au piano, Togawa était une sorte de paria pour le reste de ses camarades de collège. Pendant le dernier cours d'éducation physique du premier semestre, Togawa accepte de courir le 100 mètres contre le garçon le plus rapide de sa classe et le bat de peu, ce qui lui vaut une invitation dans l'équipe d'athlétisme de l'école. Il consacre sa vie à devenir le sprinter le plus rapide du pays, mais alors que son objectif semble à portée de main, on lui diagnostique un ostéosarcome et il est contraint de se faire amputer sa jambe droit sous le genou. Après l'amputation, Togawa passe une grande partie de son temps isolé, ayant le sentiment que sa vie est terminée, jusqu'à ce qu'il rencontre Tora, un homme plus âgé souffrant d'un handicap identique, une rotation plastie. Tora, un tatoueur branché, sert de mentor à Togawa et lui fait découvrir le monde du basket en fauteuil roulant par le biais de son équipe, les Tigers. Togawa est un joueur très compétitif, et il a déjà quitté l'équipe parce qu'il estimait que les autres joueurs n'étaient pas aussi sérieux que lui. Des conflits surgissent lorsque Togawa se voit offrir une place dans l'équipe nationale japonaise et qu'il est invité à rejoindre le Dream, l'équipe rivale des Tigers. Lors de leur première rencontre, Nomiya Tonomi est tellement impressionné par les compétences de Togawa qu'il le compare à la star de la NBA Vince Carter et l'appelle souvent "Vince".
Tomomi Nomiya (野宮 朋美, Nomiya Tonomi)
En apparence, Nomiya semble être le proto-typique du délinquant : il porte une coupe afro, a abandonné le lycée et fait des bêtises. Cependant, il apparaît rapidement que Nomiya souffre d'une culpabilité écrasante à la suite d'un accident de la route qu'il a causé et qui a coûté à une jeune fille (Yamashita Yasumi) l'usage de ses jambes. Bien qu'il ne soit qu'un élève moyen, Nomiya était obsésé par le basket-ball, et le fait de ne pas pouvoir jouer dans l'équipe de l'école l'a beaucoup affecté. Alors qu'il promène Yasumi, paraplégique et apparemment catatonique, Nomiya aperçoit Togawa jouant au basket-ball. En manque de temps de jeu, Nomiya défie Togawa lors d'un martch et ressort impressionné par l'habileté et la détermination de ce dernier. Très vite, Nomiya devient supporter des Tigers et ami de Togawa. Même s'il n'a que rarement l'occasion de jouer au basket, cela semble suffisant pour Nomiya d'être entouré de ceux qui le pratique. Nomiya essaiera de rejoindre une équipe de basket-ball professionnelle. Il laisse une forte impression, mais il n'est finalement pas choisi. Quelque temps après, il prend du poids et commence à perdre sa volonté. Il se demande si c'est la fin de sa carrière de basketteur. Nomiya passe une grande partie de son temps à se demander quand est-ce qu'il a fait fausse route et essaye de revenir dans le droit chemin, inspiré par l'esprit des Tigers, il décide de se raser la tête et se lance dans une quête monacale pour changer son destin. Contre toute attente, son désir de changement et son attitude positive semblent déteindre sur ses collègues et ses amis.
Hisanobu Takahashi (高橋 久信, Takahashi Hisanobu)
Au début, Takahashi est le lycéen populaire typique : capitaine de l'équipe de basket-ball, populaire auprès des filles, intelligent et tyrannique envers les élèves "inférieurs". Pour ramener sa petite amie chez elle après l'école, il vole une bicyclette, il est poursuivi dans la circulation et est heurté par un camion à ordures, ce qui le rend paralysé en dessous de la poitrine. Réalisant que ses jours de popularité sont terminés, Takahashi a l'impression qu'il n'a plus de raison de vivre et qu'il est passé de la classe "A" et la classe "E" (Il est obsédé par le classement des gens autour de lui - de A à E, A étant le meilleur). Nomiya, un ancien coéquipier, est l'un des rares visiteurs que Takahashi reçoit, et cette visite suffit initialement à bouleverser Takahashi et à l'inciter à se réhabiliter. Après avoir réalisé qu'il ne se remettra jamais, Takahashi abandonne et refuse de s'aider, allant même jusqu'à dire à sa mère de mourir... Le personnel de l'hôpital appelle le père de Takahashi, espérant qu'une visite à la campagne l'aidera à se rétablir. Après avoir passé du temps avec son père, Takahashi craque et exprime sa colère envers son père, qui a abandonné sa famille il y a huit ans. Il tente plus tard de rejoindre l'équipe Dream.
Honjo Fumika (本城 ふみか, Fumika Honjō)
Fumika est l'une des rares personnes à rendre visite à Takahashi à l'hôpital après son accident. Takahashi n'a pas une très haute opinion d'elle (il lui donne au mieux "C"). Elle raconte à Takahashi que sa chienne, Angelina, devra elle aussi utiliser un appareil ressemblant à un fauteuil roulant, et que ce n'est pas parce qu'une personne est "endommagée" que sa vie est terminée.
Kumi Azumi (安積 久美, Azumi Kumi)
Ami d'enfance et possiblement amoureuse de Togawa, Azumi est le manager des Tigers. Azumi et Nomiya se rencontrent égelement à l'auto-école, où Azumi révèle qu'elle travaille dur pour obtenir son permis afin de pouvoir conduire Togawa aux matchs et aux entraînements. Plus tard, Yama embarrasse Azumi et Togawa en leur disant qu'ils forment un beau couple et en leur demandant s'ils sont fiancés, ce qui accroît encore la gêne. Nomiya semble avoir le béguin pour elle, mais Togawa n'exprime jamais ses sentiments envers elle.
Hitoshi Yamauchi (山内 仁史, Yamauchi Hitoshi)
Aussi connu sous le surnom de Yama, c'est un ancien joueur des Tigers. Yama souffre de ce qui semble être une myopathie de Duchenne, ce qui le contraint à quitter l'équipe. Yama ne vivra probablement pas plus de 20 ans. Togawa rencontre Yama presque deux ans après avoir perdu sa jambe droite, et trouve de l'inspiration dans l'attitude positive de Yama et sa philosophie du "carpe diem". À mesure que la maladie progresse, Togawa est affligé de constater que Yama, autrefois positif, est désormais amer. Afin d'aider son ami, Togawa lui fait savoir à quel point il apprécie Yama, le qualifiant de "héros".
Mitsuru Nagano (長野 満, Nagano Mitsuri)
Un très bon joueur de basket en fauteuil d'1,90 mètre qui, à l'origine, donne des leçons à Nomiya et Togawa. Comme Togawa n'a jamais perdu un match contre un autre joueur de basket en fauteuil roulant auparavant, il a envie de rejoindre les Tigers pour prendre sa revanche sur Nagano. Bien que japonais, Nagano fréquente l'université de New South Wales en Australie et appelle tout le monde "mon pote". Impressionné par les compétences de Togawa, Nagano finit par rejoindre les Tigers après le conflit.
Hisayuki Takahashi (高橋 久行, Takahashi Hisayuki)
Le père de Hisanobu. Pendant son enfance, Takahashi était un homme d'affaires qui travaillait énormément. Il a également initié son fils au monde du basket-ball, en fabriquant à la main un panneau arrière et en lui enseignant plusieurs techniques. Hisanobu vivait pour jouer au basket avec son père, et a été dévasté lorsque celui-ci a abandonné la famille 8 ans avant l'histoire. Lassé du mode de vie de salarié, le père de Hisanobu a déménagé à la campagne et mène actuellement une vie beaucoup plus simple en fabriquant et en vendant des poteries. Après l'accident de son fils, son père est devenu responsable des soins de son fils, refusant de céder au excès de colère et au cynisme de son fils.

## Manga
La série Real est publiée depuis le numéro 48 du magazine Young Jump paru le 28 octobre 1999 à un rythme assez lent car l'auteur Takehiko Inoue travaille en parallèle sur Vagabond, sa série principale. Le premier volume relié est sorti le 19 mars 2001,. Après une longue pause commencée en 2014, Inoue annonce en 2019 qu'il reprendrait le manga le 23 mai de la même année. Le manga reprend le 29 août 2019.
La série est éditée en version française par Kana. Elle est aussi éditée en Amérique du Nord par VIZ Media et en Espagne par Editorial Ivréa. Un autre chapitre a été publié en février 2020. 16 volumes sont parus au 19 août 2024.

## Liste des volumes

### Volumes 1 à 10
| no | Japonais          | Japonais          | Français         | Français          |
| no | Date de sortie    | ISBN              | Date de sortie   | ISBN              |
| --- | ----------------- | ----------------- | ---------------- | ----------------- |
| 1 | 19 mars 2001      | 4-08-876143-X     | 28 janvier 2005  | 2-87129-709-6     |
| Liste des chapitres : - Chapitre 1 - Chapitre 2 - Chapitre 3 - Chapitre 4 - Chapitre 5 - Chapitre 6       |                   |                   |                  |                   |
| 2 | 19 septembre 2002 | 4-08-876340-8     | 4 mars 2005      | 2-87129-710-X     |
| Liste des chapitres : - Chapitre 7 - Chapitre 8 - Chapitre 9 - Chapitre 10 - Chapitre 11 - Chapitre 12    |                   |                   |                  |                   |
| 3 | 17 octobre 2003   | 4-08-876511-7     | 15 avril 2005    | 2-87129-770-3     |
| Liste des chapitres : - Chapitre 13 - Chapitre 14 - Chapitre 15 - Chapitre 16 - Chapitre 17 - Chapitre 18 |                   |                   |                  |                   |
| 4 | 19 novembre 2004  | 4-08-876695-4     | 26 août 2005     | 2-87129-862-9     |
| Liste des chapitres : - Chapitre 19 - Chapitre 20 - Chapitre 21 - Chapitre 22 - Chapitre 23 - Chapitre 24 |                   |                   |                  |                   |
| 5 | 18 novembre 2005  | 4-08-876882-5     | 7 juillet 2006   | 2-87129-962-5     |
| Liste des chapitres : - Chapitre 25 - Chapitre 26 - Chapitre 27 - Chapitre 28 - Chapitre 29 - Chapitre 30 |                   |                   |                  |                   |
| 6 | 17 novembre 2006  | 4-08-877173-7     | 26 octobre 2007  | 978-2-5050-0189-8 |
| Liste des chapitres : - Chapitre 31 - Chapitre 32 - Chapitre 33 - Chapitre 34 - Chapitre 35 - Chapitre 36 |                   |                   |                  |                   |
| 7 | 23 novembre 2007  | 978-4-08-877352-0 | 4 juillet 2008   | 978-2-5050-0366-3 |
| Liste des chapitres : - Chapitre 37 - Chapitre 38 - Chapitre 39 - Chapitre 40 - Chapitre 41 - Chapitre 42 |                   |                   |                  |                   |
| 8 | 29 octobre 2008   | 978-4-08-877539-5 | 4 septembre 2009 | 978-2-5050-0716-6 |
| Liste des chapitres : - Chapitre 43 - Chapitre 44 - Chapitre 45 - Chapitre 46 - Chapitre 47 - Chapitre 48 |                   |                   |                  |                   |
| 9 | 26 novembre 2009  | 978-4-08-877762-7 | 20 août 2010     | 978-2-5050-0929-0 |
| Liste des chapitres : - Chapitre 49 - Chapitre 50 - Chapitre 51 - Chapitre 52 - Chapitre 53 - Chapitre 54 |                   |                   |                  |                   |
| 10 | 26 novembre 2010  | 978-4-08-879060-2 | 2 décembre 2011  | 978-2-5050-1285-6 |
| Liste des chapitres : - Chapitre 55 - Chapitre 56 - Chapitre 57 - Chapitre 58 - Chapitre 59 - Chapitre 60 |                   |                   |                  |                   |

### Volumes 11 à aujourd'hui
| no | Japonais         | Japonais          | Français         | Français          |
| no | Date de sortie   | ISBN              | Date de sortie   | ISBN              |
| --- | ---------------- | ----------------- | ---------------- | ----------------- |
| 11 | 11 novembre 2011 | 978-4-08-879232-3 | 24 août 2012     | 978-2-5050-1610-6 |
| Liste des chapitres : - Chapitre 61 - Chapitre 62 - Chapitre 63 - Chapitre 64 - Chapitre 65 - Chapitre 66 |                  |                   |                  |                   |
| 12 | 22 novembre 2012 | 978-4-08-879456-3 | 30 août 2013     | 978-2-5050-1869-8 |
| Liste des chapitres : - Chapitre 67 - Chapitre 68 - Chapitre 69 - Chapitre 70 - Chapitre 71 - Chapitre 72 |                  |                   |                  |                   |
| 13 | 22 novembre 2013 | 978-4-08-879716-8 | 5 décembre 2014  | 978-2-5050-6098-7 |
| Liste des chapitres : - Chapitre 73 - Chapitre 74 - Chapitre 75 - Chapitre 76 - Chapitre 77 - Chapitre 78 |                  |                   |                  |                   |
| 14 | 19 décembre 2014 | 978-4-08-890077-3 | 20 novembre 2015 | 978-2-5050-6299-8 |
| Liste des chapitres : - Chapitre 79 - Chapitre 80 - Chapitre 81 - Chapitre 82 - Chapitre 83 - Chapitre 84 |                  |                   |                  |                   |
| 15 | 19 novembre 2020 | 978-4-08-891618-7 | 27 août 2021     | 978-2-5050-6640-8 |
| Liste des chapitres : - Chapitre 85 - Chapitre 86 - Chapitre 87 - Chapitre 88 - Chapitre 89 - Chapitre 90 |                  |                   |                  |                   |
| 16 | 19 août 2024     | 978-4-08-893409-9 | 14 mars 2025     | 978-2-5051-3378-0 |
| Liste des chapitres : - Chapitre 91 - Chapitre 92 - Chapitre 93 - Chapitre 94 - Chapitre 95 - Chapitre 96 |                  |                   |                  |                   |
| — |                  |                   |                  |                   |
| Liste des chapitres : - Chapitre 97 - Chapitre 98 - Chapitre 99 - Chapitre 100 - Chapitre 101             |                  |                   |                  |                   |

## Thèmes abordés
L'auteur aborde un sujet difficile, le handicap, mais avec réalisme et d'une manière originale : par le sport.

## Réception
En novembre 2013, Real comptait 14 millions d'exemplaires en circulation. En novembre 2020, le manga comptait plus de 16 millions d'exemplaires en circulation.
Real a reçu un prix d'excellence lors du 5e Japan Media Arts Festival en 2001.
Une critique parue dans The Comics Reporter a écrit que "toutes les compétences dont Inoue a fait preuve dans Slam Dunk ont évolué en mieux dans Real", et concluant que "le contenu émotionnel est présenté avec une assurance et une certitude qui ne sont rien moins qu'époustouflantes". La série a été saluée pour son "réalisme" et sa façon de "rompre avec les représentations conventionnelles des personnes handicapées comme des personnes innocentes et faibles à tous égards". Kazuyuki Kyoya, un joueur de basket-ball en fauteuil roulant, a également exprimé son approbation de la série : "Le manga appelle à la compréhension des personnes qui pratiquent le basket en fauteuil roulant, mais aussi de celles qui souffrent de divers autres handicaps. Je suis impressionné par le fait que les scènes dans lesquelles Takahashi subit une rééducation sont exprimées de manière élaborée." La série a reçu un prix d'excellence pour les mangas au Japan Media Arts Festival de 2001. Citant la raison de cette récompense : "Takahiko Inoue est bien connu pour Slam Dunk, une bande dessinée sur le thème du basket. "Real" est une bande dessinée sportive, mais dont l'histoire tourne autour du thème inédit du basket en fauteuil roulant. Tous les membres du Comité de sélection étaient impatients de lire les prochains chapitres et ont dû se contenter de décerner le Prix d'excellence à Real. Il n'aurait pas été surprenant qu'Inoue suive son succès avec Vagabond en remportant le Grand Prix pour la deuxième année consécutive avec ce formidable manga.". Deb Aoki, d'About.com, classe Real comme le meilleur nouveau manga de 2008.

### Sources
1. ↑  (ja) « Web Young Jump - カバー コンテンツ - 1999年42号～52号 », sur Web Young Jump (consulté le 15 février 2022)
2. ↑  (ja) « REAL 1 », sur Shūeisha (consulté le 15 février 2022)
3. ↑  « Reprise du manga 'REAL' de Takehiko Inoue le 23 mai », sur Anime News Network, 9 mai 2019 (consulté le 15 février 2022)
4. ↑  « Le manga REAL reprend le 29 août », sur Anime News Network, 22 août 2019 (consulté le 15 février 2022)
5. ↑  (en) « Viz to Print REAL B-Ball Manga from Slam Dunk Creator », sur Anime News Network
6. ↑  « Takehiko Inoue : la reprise de REAL programmée pour février », 29 novembre 2019 (consulté le 15 février 2022)
7. ↑  (en) « Inoue's REAL Manga Has 14 Million Copies in Circulation », 3 novembre 2013 (consulté le 15 février 2022)
8. ↑  (ja) « 漫画『リアル』6年ぶり新刊19日に発売 井上雄彦氏が描く“車いすバスケ” », sur Oricon,‎ 12 novembre 2020 (consulté le 15 février 2022)
9. ↑  (en) « "Manga Division – 2001 [5th] Japan Media Arts Festival Archive" », sur Japan Media Arts Festival (consulté le 15 février 2022)
10. ↑  (en) « Flipped!: David Welsh On Takehiko Inoue's Basketball Comics Real And Slam Dunk », sur The Comics Reporter, 1er décembre 2008 (consulté le 15 février 2022)
11. ↑  (en) « Inoue keeps it Real », sur The Star Online, 23 novembre 2008 (consulté le 15 février 2022)
12. ↑  (en) « Excellence Prize: Real », sur Japan Media Arts Plaza, 3 avril 2009 (consulté le 15 février 2022)
13. ↑  (en) « 2008 Best New Manga », sur About.com (consulté le 15 février 2022)

Édition japonaise
1. 1 2  (ja) « Tome 1 »
2. 1 2  (ja) « Tome 2 »
3. 1 2  (ja) « Tome 3 »
4. 1 2  (ja) « Tome 4 »
5. 1 2  (ja) « Tome 5 »
6. 1 2  (ja) « Tome 6 »
7. 1 2  (ja) « Tome 7 »
8. 1 2  (ja) « Tome 8 »
9. 1 2  (ja) « Tome 9 »
10. 1 2  (ja) « Tome 10 »
11. 1 2  (ja) « Tome 11 »
12. 1 2  (ja) « Tome 12 »
13. 1 2  (ja) « Tome 13 »
14. 1 2  (ja) « Tome 14 »
15. 1 2  (ja) « Tome 15 »
16. 1 2  (ja) « Tome 16 »

Édition française
1. 1 2  (fr) « Tome 1 »
2. 1 2  (fr) « Tome 2 »
3. 1 2  (fr) « Tome 3 »
4. 1 2  (fr) « Tome 4 »
5. 1 2  (fr) « Tome 5 »
6. 1 2  (fr) « Tome 6 »
7. 1 2  (fr) « Tome 7 »
8. 1 2  (fr) « Tome 8 »
9. 1 2  (fr) « Tome 9 »
10. 1 2  (fr) « Tome 10 »
11. 1 2  (fr) « Tome 11 »
12. 1 2  (fr) « Tome 12 »
13. 1 2  (fr) « Tome 13 »
14. 1 2  (fr) « Tome 14 »
15. 1 2  (fr) « Tome 15 »
16. 1 2  (fr) « Tome 16 »